# 特朗普級巡防艦
特朗普級巡防艦（荷蘭語：Trompklasse）是一款荷蘭皇家海軍的巡防艦，起造於1970年代。本級艦替代了先前的七省級輕巡洋艦成為荷蘭海軍分艦隊的旗艦。

## 概述
特朗普級巡防艦共有兩艘同級艦，分別為特朗普號（Tromp）與德·魯伊特號（De Ruyter）；兩艦分別於1975年與1976年列裝荷蘭海軍，並分別於1999年與2001年除役。兩艘艦均由位於荷蘭西南部的海港城市夫利辛亨的皇家斯海爾德船塢承造，其主要任務為擔任海軍艦隊的旗艦與提供區域防空火力。本級艦的3D雷達安裝於一大型白色球體中，成為其外觀最顯眼的特色。本級艦原先計畫裝備英國製的海鏢飛彈，但稍後改為較為小巧的美國製標準型艦對空飛彈。本級艦的偵蒐性能、武器系統與海岸巡防等能力在冷戰期間均十分出色，故也經常參與北大西洋公約組織的演習。雖然荷蘭海軍將本級艦定位為巡防艦，但其事實上應屬於一款擁有高度適航性的多功能驅逐艦。
本級艦退役後，其在海軍中的角色由七省級巡防艦取代。

## 同級艦
| 舷號 | 艦名        | 動工           | 下水         | 服役          | 除役   | 結局                                                             |
| ---- | ----------- | -------------- | ------------ | ------------- | ------ | ---------------------------------------------------------------- |
| F801 | 特朗普號    | 1971年8月4日   | 1973年6月3日 | 1975年10月3日 | 1999年 |                                                                  |
| F806 | 德·魯伊特號 | 1971年12月22日 | 1974年3月9日 | 1976年6月3日  | 2001年 | 其艦橋、雷達與主炮均由位於北荷蘭省登海爾德的荷蘭海軍博物館保存。 |